# Học giả

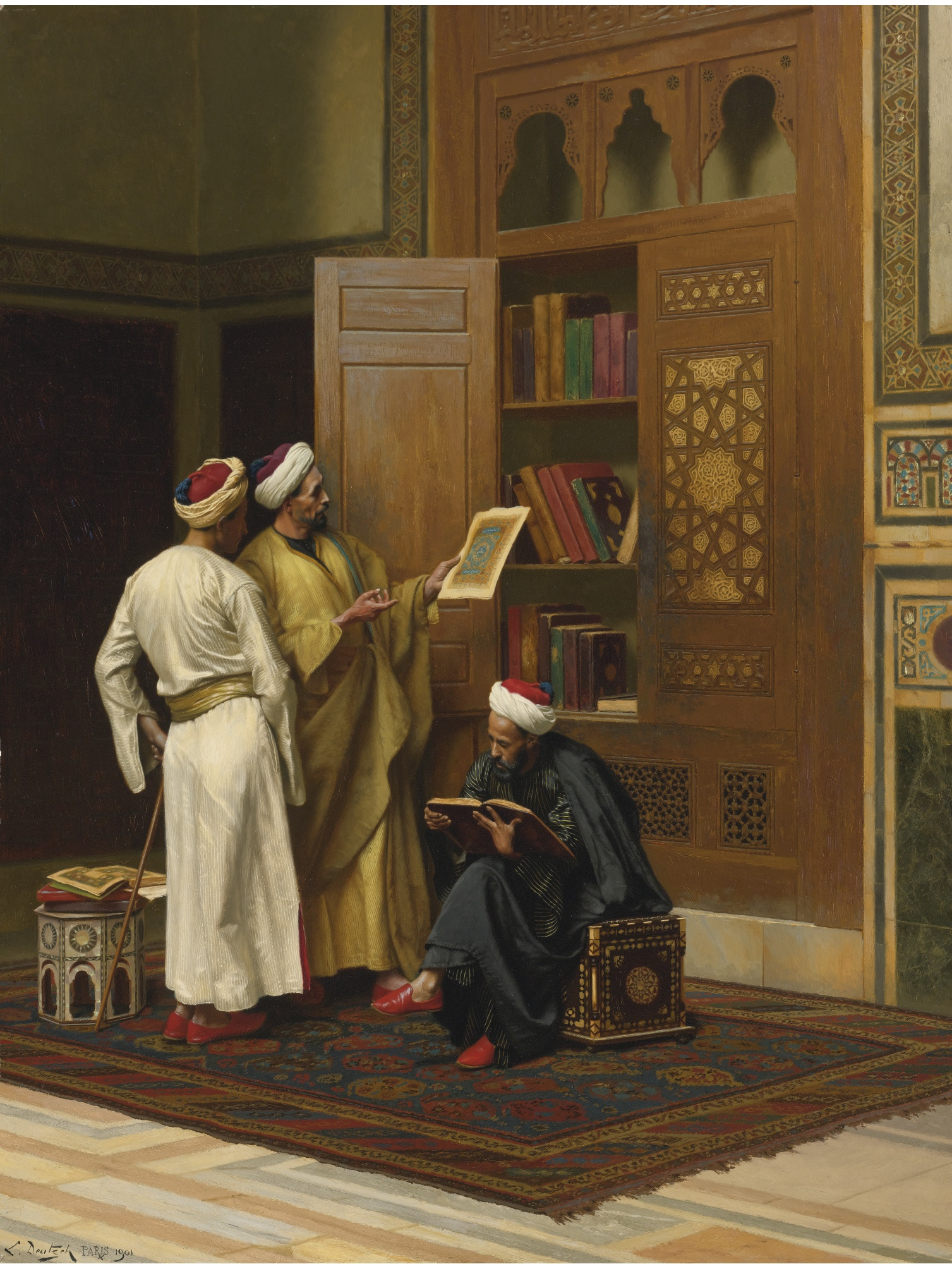
Các vị Học giả Hồi giáo (Ulama) đang đàm đạo chuyên môn về triết lý và luật lệ Hồi giáo

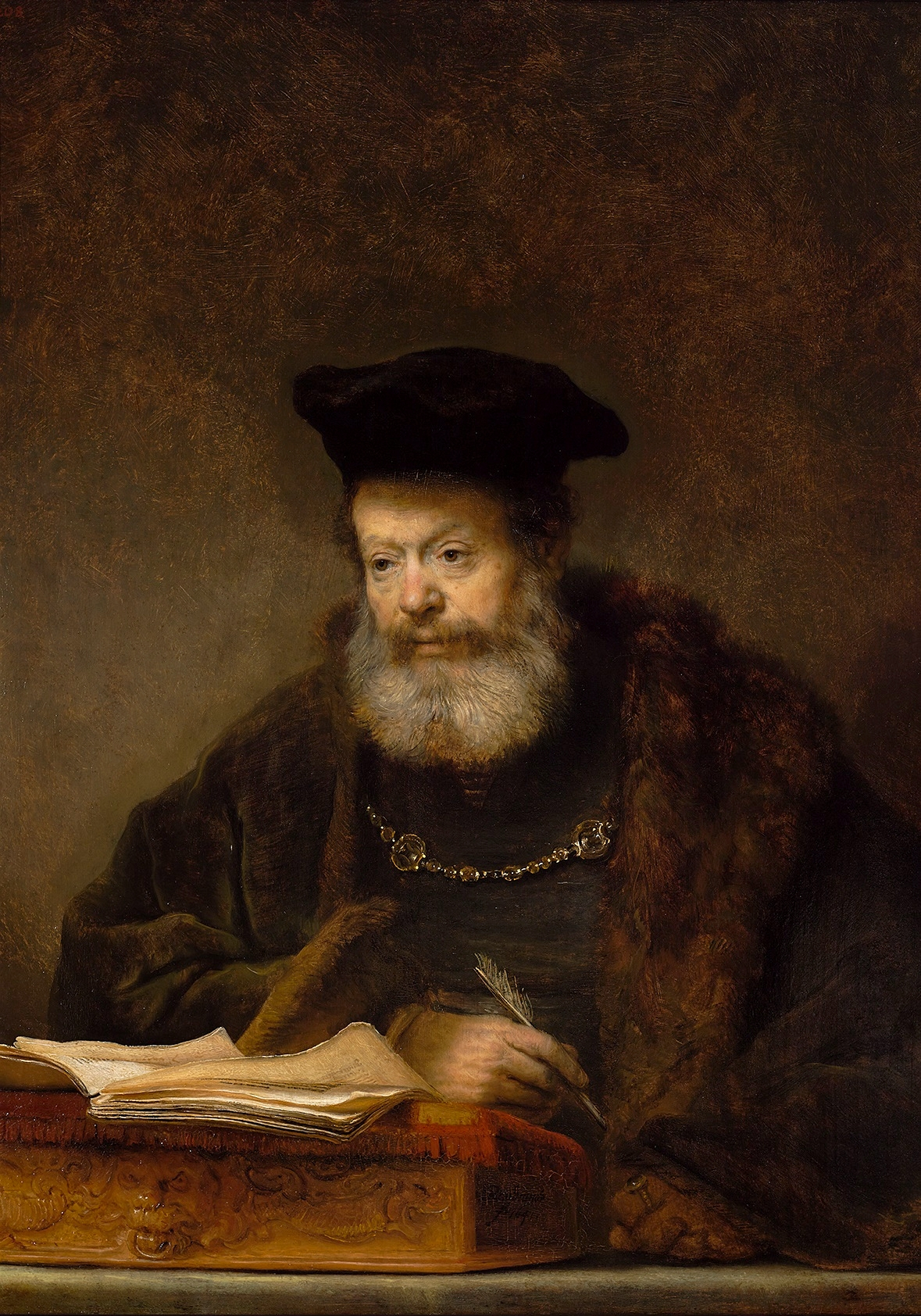
Một vị học giả Âu châu đang biên chép lại các nghiên cứu của mình

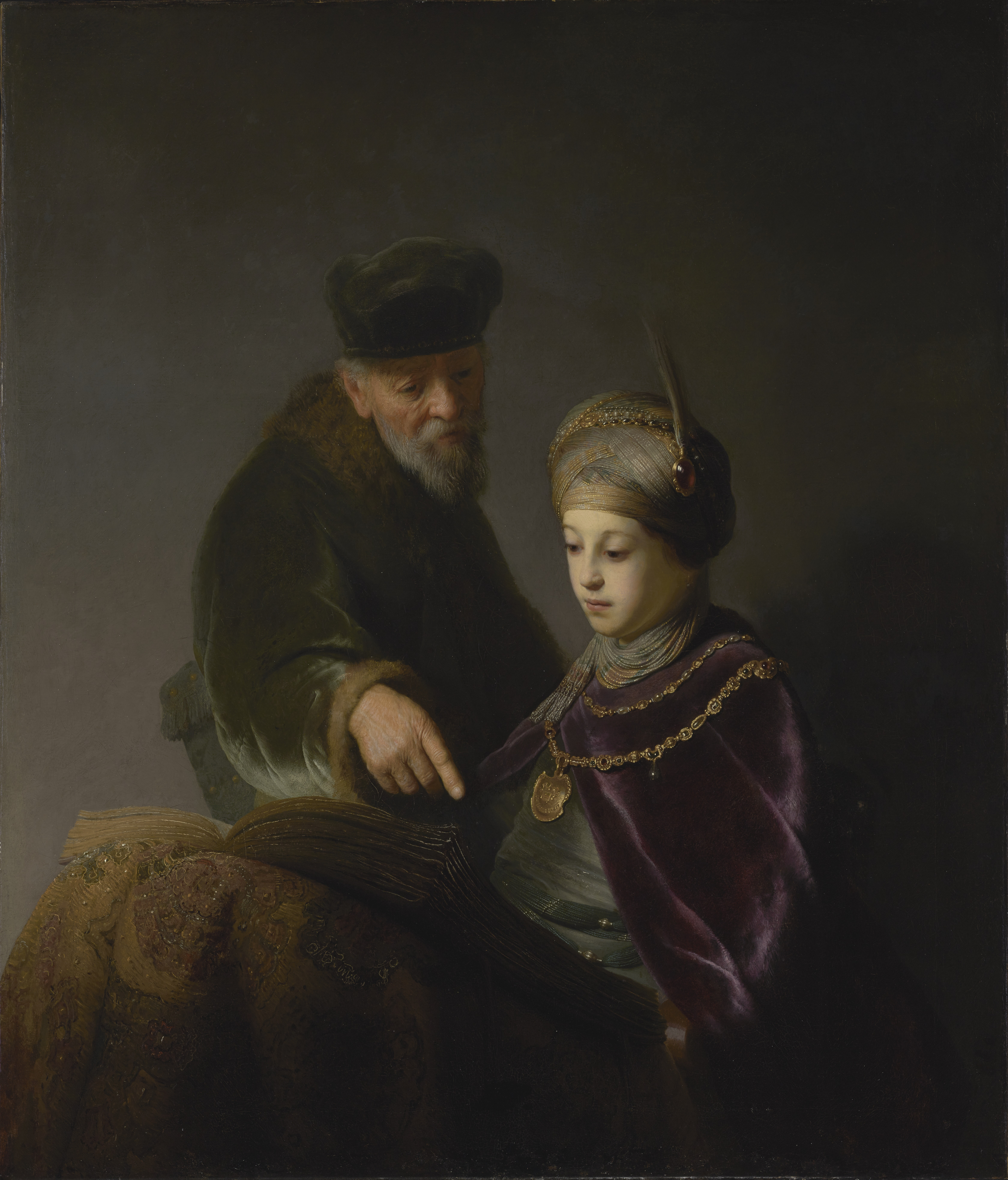
Một vị học giả trẻ tuổi và vị gia sư của cậu ta

Học giả (Scholar) là một nhà nghiên cứu hoặc một chuyên gia có chuyên môn và kiến thức chuyên sâu về chuyên ngành học thuật. Một học giả cũng có thể là được công nhận về mặt học thuật, bằng cấp, làm việc với tư cách là giáo sư, giáo viên hoặc nhà nghiên cứu tại trường đại học. Một học giả thường có các chứng chỉ bằng cấp như bằng cấp cao hoặc bằng cấp cuối cùng, chẳng hạn như bằng thạc sĩ hoặc tiến sĩ. Các học giả độc lập và công trình trí thức công cộng bên ngoài học viện, trường vẫn có thể xuất bản công trình nghiên cứu của mình trên các tạp chí học thuật và tham gia thảo luận công khai về mặt học thuật. Năm 1847, bộ trưởng Emanuel Vogel Gerhart nói về vai trò của học giả trong xã hội: "Học giả [là một] mà toàn bộ trí tuệ và đạo đức bên trong đã được bộc lộ, có kỷ luật và được củng cố một cách cân đối dưới ảnh hưởng của sự thật mà không ai có thể bị lôi kéo, dụ dỗ". Một định nghĩa năm 2011 thì để là một học giả phải là người có trí tuệ cao, là người có tư duy độc lập và là người hoạt động độc lập, có những ý tưởng khác biệt với những người khác, kiên trì tìm kiếm sự phát triển kiến thức, lý luận, lập luận có tính hệ thống, coi trọng tính chính trực, có trí tuệ, sự trung thực, ngay thật, có một số niềm tin và độc lập bảo vệ những niềm tin.
Các học giả có thể dựa vào phương pháp học thuật hoặc về mặt học thuật, một tập hợp nguyên tắc và thực hành được các học giả sử dụng để đưa ra những tuyên bố của họ về thế giới là có giá trị và đáng tin cậy nhất có thể và làm cho chúng được công chúng tiếp nhận quan điểm của học giả biết đến. Đó là các phương pháp thúc đẩy một cách có hệ thống giảng dạy, nghiên cứu và thực hành của một lĩnh vực nghiên cứu học thuật hoặc học thuật nhất định thông qua cuộc điều tra nghiêm ngặt và Học bổng có tính sáng tạo, có thể được ghi lại, có thể được nhân rộng hoặc xây dựng, và có thể được đánh giá ngang hàng thông qua nhiều phương pháp khác nhau. Các học giả thường được coi là những nhân vật đáng tin cậy có địa vị xã hội cao, những người tham gia vào công việc quan trọng đối với xã hội. Ở Trung Hoa thời Phong kiến trong khoảng thời gian từ năm 206 Trước Công nguyên đến năm 1912 sau Công nguyên, thì trí thức là những Sĩ phu, Danh nho vốn là những công chức được Hoàng đế Trung Quốc ban chiếu bổ làm quan để thực hiện các nhiệm vụ cai quản công việc thường ngày. Vào triều đại Joseon (1392–1910), trí thức là văn nhân, những người biết đọc và viết chữ Nho, và được chỉ định là Trung nhân (Chungin/"người trung lưu") theo hệ thống Nho giáo. Về mặt xã hội, họ tạo thành giai cấp tiểu tư sản bao gồm các học giả-quan chức (học giả, chuyên gia và kỹ thuật viên), những người cai quản của triều đại Joseon.